# Dream On (Depeche Mode)
Dream On è un singolo del gruppo musicale britannico Depeche Mode, pubblicato il 23 aprile 2001 in Europa e il giorno seguente negli Stati Uniti d'America come primo estratto dal decimo album in studio Exciter.

## Descrizione
Il brano si apre con la voce sussurrata di Dave Gahan, la quale fa subito spazio all'ingresso di un sintetizzatore programmato, che introduce il riff principale, eseguito alla chitarra acustica da Martin Gore. Il riff viene ripetuto anche dopo l'ingresso della batteria, mentre poi un breve intermezzo con i sintetizzatori di Andrew Fletcher si riallaccia alla prima strofa, con il vero e proprio ingresso della voce di Gahan. La base viene sempre dominata dai riff di Gore, ai quali si aggiungono qua e là gli effetti e i suoni dei sintetizzatori di Fletcher. Il ritornello vede anche la voce di Gore in sottofondo a quella di Gahan. Dopo il primo ritornello vi è un bridge strumentale, dominato dalle tastiere di Fletcher, alle quali poi si aggiungono di nuovo la chitarra di Gore e delle armonie vocali di Gahan. Dopo un'altra strofa, viene riproposto nuovamente il ritornello, questa volta anche con l'ingresso della voce più bassa di Fletcher. Questo ritornello viene ripetuto due volte, per poi dare spazio alla coda, che è una sorta di ripresa dell'inizio ma al contrario, con la batteria in diminuendo e il riff di chitarra principale che chiude poi il brano.

## Video musicale
Il video è diretto da Stéphane Sednaoui. Girato sulla U.S. Route 66, vede il gruppo viaggiare a bordo di una Lincoln; nei vari fotogrammi Fletcher e Gore talvolta svaniscono nel nulla, mentre il solo Gahan al volante rimane presente nell'eseguire la canzone. Sempre Gahan, in qualche scena, è alle prese con una donna fantasma.
Alcuni spezzoni del video compaiono in Martyr.

## Tracce
Testi e musiche di Martin L. Gore.
CD (Argentina, Europa)
1. Dream On (Single Version) – 3:43
2. Easy Tiger (Full Version) – 4:57
3. Easy Tiger (Bertrand Burgalat & A.S. Dragon Version) – 4:53

CD (Benelux)
1. Dream On (Single Version) – 3:42
2. Dream On (Bushwacka Tough Guy Edit) – 4:39

CD (Canada, Messico, Stati Uniti)
1. Dream On (Single Version) – 3:39
2. Easy Tiger (Bertrand Burgalat & A.S. Dragon Version) – 4:52
3. Dream On (Bushwacka Tough Guy Vocal Mix) – 6:07
4. Dream On (Bushwacka Blunt Mix) – 6:47
5. Dream On (Dave Clarke Club Mix) – 5:13

CD (Francia)
1. Dream On (Single Version) – 3:42
2. Dream On (Kid 606 Mix) – 4:45

CD maxi (Europa)
1. Dream On (Bushwacka Tough Guy Mix) – 6:08
2. Dream On (Dave Clarke Acoustic Version) – 4:24
3. Dream On (Octagon Man Mix) – 5:30
4. Dream On (Kid 606 Mix) – 4:45

12" (Europa)
- Lato A

1. Dream On (Bushwacka Tough Guy Mix) – 6:08

- Lato B

1. Dream On (Dave Clarke Remix) – 5:14
2. Dream On (Bushwacka Blunt Mix) – 6:49

12" (Stati Uniti)
- Lato A

1. Dream On (Bushwacka Tough Guy Vocal Mix) – 6:08
2. Dream On (Dave Clarke Acoustic Mix) – 4:24

- Lato B

1. Dream On (Dave Clarke Club Mix) – 5:13
2. Dream On (Kid 606 Mix) – 4:45

- Lato C

1. Dream On (Bushwacka Blunt Mix) – 6:48
2. Dream On (Octagon Man Mix) – 5:30

- Lato D

1. Dream On (Bushwacka Tough Guy Dub) – 6:08
2. Dream On (Bertrand Burgalat & A.S. Dragon Version) – 4:52

## Formazione
Hanno partecipato alle registrazioni, secondo le note di copertina di Exciter:
Gruppo
- Dave Gahan – voce
- Martin Gore – strumentazione, voce
- Andrew Fletcher – strumentazione

Produzione
- Mark Bell – produzione, drum machine
- Gareth Jones – ingegneria del suono, pre-produzione, produzione aggiuntiva
- Paul Freegard – pre-produzione, produzione aggiuntiva
- Steve Fitzmaurice – missaggio
- Boris Aldridge – assistenza tecnica (Londra)
- Andrew Davies – assistenza tecnica (Londra)
- Andrew Griffiths – assistenza tecnica (Londra)
- Nick Sevilla – assistenza tecnica (Santa Barbara)
- Lisa Butterworth – assistenza tecnica (Santa Barbara)
- Jonathan Adler – assistenza tecnica (New York)
- Alissa Myhovwich – assistenza tecnica (New York)
- James Chang – assistenza tecnica (New York)
- Mike Marsh – mastering
- Anton Corbijn – fotografia, copertina, direzione artistica
- Form – design

## Classifiche
| Classifica (2001)                 | Posizione massima |
| --------------------------------- | ----------------- |
| Austria                           | 9                 |
| Belgio (Fiandre)                  | 31                |
| Belgio (Vallonia)                 | 10                |
| Canada                            | 2                 |
| Danimarca                         | 1                 |
| Europa                            | 5                 |
| Finlandia                         | 3                 |
| Francia                           | 12                |
| Germania                          | 1                 |
| Irlanda                           | 24                |
| Italia                            | 1                 |
| Norvegia                          | 7                 |
| Paesi Bassi                       | 47                |
| Regno Unito                       | 6                 |
| Spagna                            | 1                 |
| Stati Uniti                       | 85                |
| Stati Uniti (adult alternative)   | 6                 |
| Stati Uniti (alternative)         | 12                |
| Stati Uniti (dance club)          | 1                 |
| Stati Uniti (dance singles sales) | 1                 |
| Svezia                            | 4                 |
| Svizzera                          | 13                |